# Sükhbaataryn Batbold
Sükhbaataryn Batbold (tiếng Mông Cổ: Сүхбаатарын Батболд) là thủ tướng của Mông Cổ trong giai đoạn 2009-2012. Ông từng giữ vai trò là Bộ trưởng Ngoại giao trong chính phủ của thủ tướng tiền nhiệm là Sanjaagiin Bayar.

## Tiểu sử và giáo dục
Batbold học tập tại trường trung học số 14 tại Ulaan Baatar. Về sau, ông sang Nga du học tại Học viện Quan hệ Quốc tế Quốc gia Moskva giữa năm 1980 và 1986. Batbold cũng đã học tập tại Trường Kinh doanh Luân Đôn năm 1991, và Viện Ngoại giao của Bộ Ngoại giao Nga tại Moskva năm 2002.
Batbold trước đây từng giữ chức vị trí điều hành tại Mongol Impex Cooperative. Ông cũng từng là người đứng đầu Công ty TNHH Thương mại Altai, công ty này đồng sở hữu Khách sạn Thành Cát Tư Hãn (Chinggis Khaan Hotel) và công ty điện thoại Skytel từ 1992 đến 2000. Công ty hiện do vợ ông quản lý.
Ông đã từng li dị một lần và có năm người con với người vợ thứ hai.

## Sự nghiệp chính trị
Batbold từng hai lần được bầu là thành viên Nghị viện, và từng giữ chức Thứ trưởng Ngoại giao trong giai đoạn 2000–2004 Và Bộ trưởng Nội các Thương mại và Công nghiệp trong giai đoạn 2004-2006. Thêm vào đó, ông cũng từng giữ chức Bộ trưởng Bộ Ngoại giao từ năm 2008 cho đến khi trở thành thủ tướng vào năm 2009.
Trong thời gian nắm giữ cương vị Bộ trưởng Ngoại giao, ông đã tiếp đón Tổng thư ký Liên Hợp Quốc Ban Ki-moon tại Ulaanbaatar để thảo luận về biến đổi khí hậu tại Mông Cổ. Batbold cũng từng thay mặt Thủ tướng lúc đó là Bayar tại một hội nghị cấp Thủ tướng của Tổ chức Hợp tác Thượng Hải.

## Chủ tịch đảng Nhân dân Mông Cổ
Đảng Nhân dân Cách mạng Mông Cổ (MPRP), một đảng cầm quyền, đã phục hồi lại tên gọi thời kì đầu là Đảng Nhân dân Mông Cổ, ngay trước cuộc bầu cử lãnh đạo mới của đảng.
Ba ứng cử viên, Chủ tịch Hạ viện Demberel, Nghị sĩ Enkhtuvshin, Thủ tướng Batbold, được đề cử chức Lãnh đạo của Đảng, song Chủ tịch Hạ viện Demberel đã rút tên mình ra khỏi danh sách ứng cử.
Cuộc bầu cử tiếp tục cho đến 4.30 sáng và với đa số phiếu lên tới 85% (675/ 788), Thủ tướng Batbold đã được bầu làm Chủ tịch của Đảng Nhân dân Mông Cổ.
Đảng Nhân dân Mông Cổ cũng chuyển ý thức hệ của mình thành "con đường thứ ba", vốn cho phép sự tham gia tích cực của nhà nước trong việc phân phối tài nguyên quốc gia thông qua sự cộng tác của cộng đồng và các cá nhân. Bởi vậy, cộng đồng kinh doanh có thể mong đợi nhiều vào biện pháp và cách thức giải quyết của chính quyền trong hai năm tới.

## Tranh cãi
Có những đồn đại rằng Batbold là một trong những người giàu có nhất tại Mông Cổ, do ông sở hữu một số công ty..